# Vysoký Újezd – kostel
Přírodní památka Vysoký Újezd – kostel je chráněné území nalézající se v obci Vysoký Újezd v okrese Benešov. Bylo zřízeno kvůli ochraně letní kolonie netopýra velkého (Myotis myotis) na půdě kostela Narození Panny Marie.